# Chennai
Chennai (in tamil சென்னை, Ceṉṉai, AFI: /ˈtɕennəj/) è una città dell'India, classificata come municipal corporation, di 4 216 268 abitanti. È capoluogo del distretto di Chennai e capitale dello stato federato del Tamil Nadu.
Sino al 1996 la città era conosciuta col nome di Madras, che all’interno della conurbazione odierna costituisce il nome del nucleo centrale di Chennai. Importante centro commerciale e industriale, vanta un ricco patrimonio culturale e artistico.

## Geografia fisica
La città è situata sulla costa del golfo del Bengala nota come Coromandel, e ha un'altitudine di 8 m s.l.m..
Due fiumi attraversano Chennai: il Cooum (o Koovam) che passa per il centro, e l'Adyar che scorre più a sud. Il canale Buckingam unisce i due fiumi, correndo parallelo alla costa per 4 km. Si tratta di corsi d'acqua estremamente inquinati anche se la foce del fiume Adyar, situata nell'omonimo quartiere, è almeno ufficialmente un'area faunistica protetta.
Il terreno di Chennai è prevalentemente argilloso, arenaceo, e roccioso. L'argilla è presente nella maggior parte della città, principalmente nelle zone di Manali, Kolathur, Maduravoyal, K. K. Nagar, Tambaram, Mudichur, Pallavaram Semmencherry, Alapakkam, Vyasarpadi e Anna Nagar. Le zone sabbiose si trovano lungo le rive dei fiumi e le coste, e comprendono aree come Tiruvottiyur, George Town, Madhavaram, New Washermanpet, Chepauk, Mylapore, Porur, Adyar, Besant Nagar e Uthandi. In queste aree, il deflusso delle acque meteoriche percola rapidamente attraverso il terreno. Le aree con superficie di roccia dura includono invece Guindy, Nanganallur, Pallikaranai, Alandur, Jaladampet, Velachery, Adambakkam e una parte di Saidapet e Perungudi.

## Economia
Chennai è la capitale dell'industria automobilistica indiana, producendo circa l'80% dell'intera produzione nazionale di autoveicoli. È inoltre un grosso polo di attrazione per l'industria occidentale alla ricerca di bassi costi del lavoro. Nel 2007 il costruttore tedesco BMW ha inaugurato il proprio stabilimento, in cui produce già le vetture Serie 3 e Serie 5. Dal 2010 in uno stabilimento Nissan viene prodotto il nuovo modello della Micra, importata anche nei mercati europei. Vi sono inoltre ricchi giacimenti di talco.

## Storia

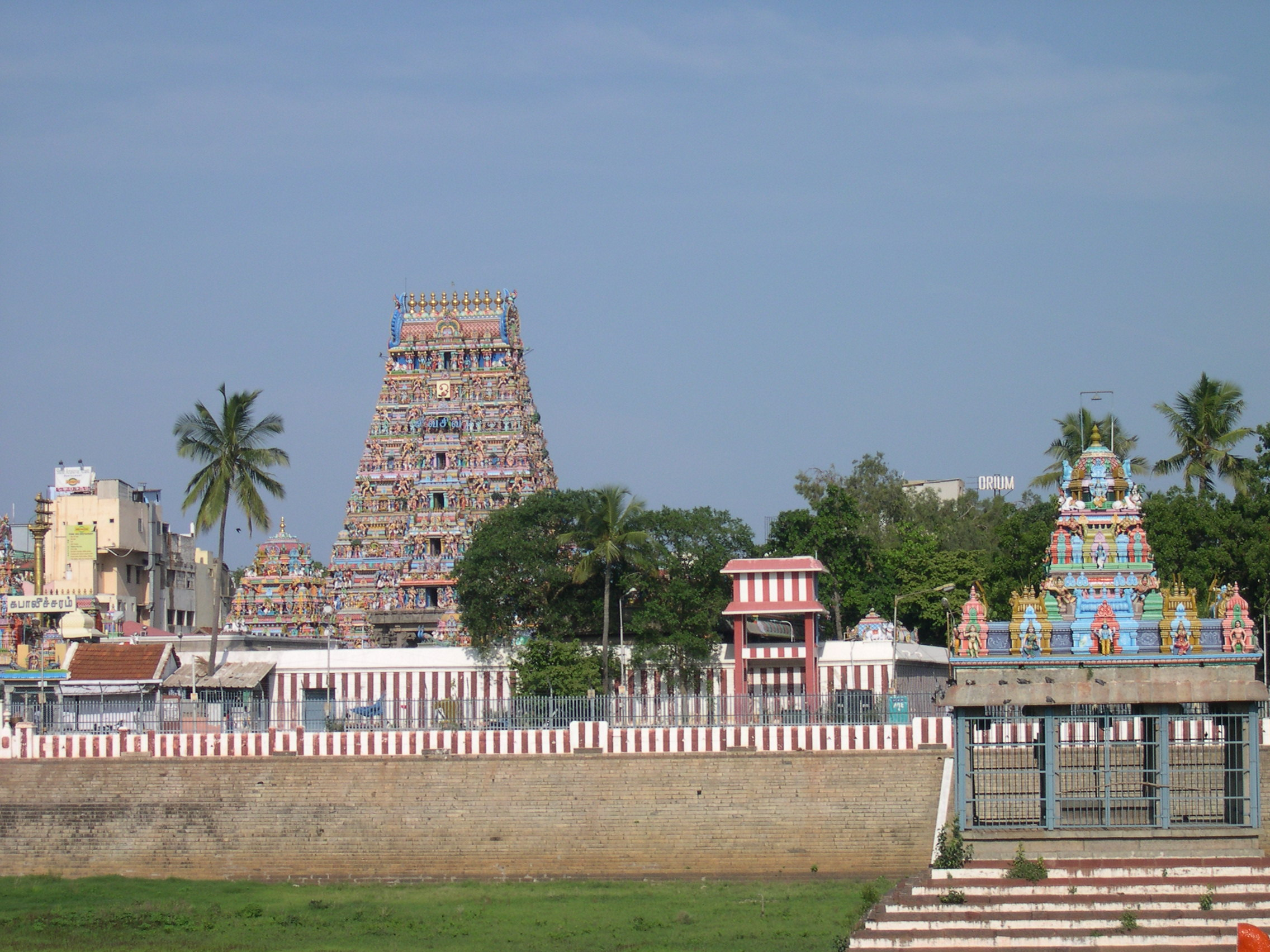
Il tempio Kapaleeshwarar a Mylapore, cittadina oggi assorbita nell'area metropolitana di Chennai, risalente al VII secolo

La zona occupata dalla città di Madras, oggi Chennai, è stata sempre fiorente ai tempi dei regni che si sono succeduti nel sud dell'India, soprattutto con l'antica città di Mylapore, oggi quartiere del centro. Il sovrano di Mylapore avrebbe accolto l'apostolo Tommaso e alla periferia di Chennai sorge la collina dove questi fu martirizzato nell'anno 72. Marco Polo, giunto durante il viaggio di ritorno in Italia descrisse la presenza del Santo:
In questo luogo c'è una cosa prodigiosa. Sappiate che i cristiani che vi vengono in pellegrinaggio prendono un po' di terra dal luogo dove il santo fu trafitto e portano quella terra nelle loro case: e se uno è malato di quartana o di terzana o d’altra febbre gli danno da bere un pizzico di questa terra disciolta in acqua. Subito che il malato la beve è guarito. E ciò avviene a tutti gli ammalati che prendono un po’ di quella terra. Lo stesso messer Marco portò con sé di quella terra a Venezia e guarì con essa molte persone. È una terra rossa.»
(Marco Polo, Il Milione, cap. 172. Traduzione italiana di Maria Bellonci)
Quando i portoghesi arrivarono a Mylapore nel 1522 vi costruirono un porto chiamato São Tomé de Meliapore. Mylapore rimase sotto il controllo portoghese fino al 1749 - con una breve interruzione tra il 1662 e il 1687, quando fu occupata dai francesi.
Altre potenze europee cominciarono a interessarsi alla costa del Coromandel nel Seicento. Nel 1612, gli olandesi si insediarono circa 60 km più a nord, nell'area di Pulicat. Nel 1626, gli inglesi si stabilirono ancora più a nord, ad Armagaon. I Francesi, invece, si stabilirono più a sud, a Pondicherry, nel 1674 (oltre alla già ricordata occupazione temporanea di Mylapore).
Il 22 agosto 1639 la Compagnia britannica delle Indie orientali (British East India Company) ottenne una concessione temporanea nelle vicinanze di un villaggio di pescatori qualche chilometro a nord di Mylapore - il villaggio di Madraspatnam. L'anno dopo fu costruito sulla striscia di spiaggia adiacente, in posizione strategicamente favorevole alla foce del fiume Cooum, il Forte Saint George, che in seguito divenne il nucleo attorno al quale crebbe la città coloniale di Madras (e specificamente il villaggio di Chennapatnam, da cui il nome attuale della città).

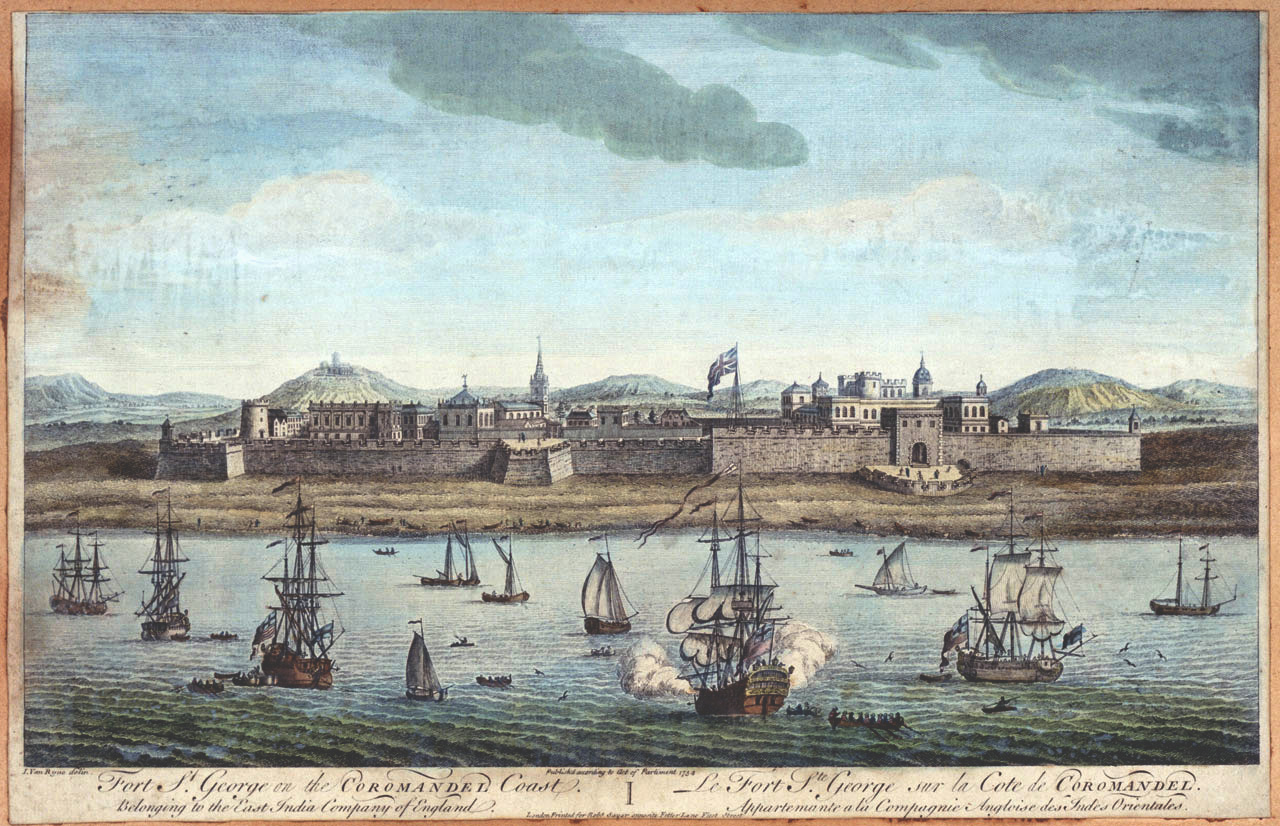
Il forte Saint George in un dipinto del Settecento

La concessione, inizialmente limitata a due soli anni, fu prorogata e progressivamente ampliata; in particolare, nel 1672 inglobò la vicina cittadina storica di Triplicane, a metà strada tra il forte e Mylapore. Nel 1687 divenne governatore di Madras Elihu Yale, per 5 anni; parte della fortuna da lui accumulata in quegli anni gli permise in seguito di finanziare la fondazione dell'Università Yale.
Nel 1746 Madras cadde sotto il controllo dei francesi ma gli inglesi ne riguadagnarono il possesso nel 1749 con il trattato di Aquisgrana, ottenendo anche il controllo di Mylapore, sottratta ai portoghesi, e fortificarono la città per resistere ad altri attacchi. Alla fine del XVIII secolo gli Inglesi avevano imposto il loro dominio sulla maggior parte del Tamil Nadu e sull'area degli Stati contemporanei di Andhra Pradesh e Karnataka, cosicché Madras divenne la capitale di questa regione sotto il controllo britannico.
Durante il periodo coloniale la città si è sviluppata come importante centro urbano e base navale. Nel tardo Ottocento fu collegata tramite la rete ferroviaria ad altre importanti città come Bombay (oggi Mumbai) e Calcutta (oggi Kolkata).
Chennai è stata la sola città indiana a subire un attacco da parte delle potenze centrali durante la prima guerra mondiale quando un deposito di carburante fu colpito dall'incrociatore tedesco SMS Emden.
Con l'indipendenza nel 1947, la città è diventata la capitale dello Stato di Madras (Tamil Nadu dal 1968). Dal 1965 al 1967 Chennai è stata un'importante base del movimento tamil che lottava contro l'imposizione della lingua hindi. Chennai ha inoltre vissuto degli episodi di violenza legati al conflitto etnico nel vicino Sri Lanka. Nel 1991 il primo ministro indiano Rajiv Gandhi fu assassinato a Sriperumburdur, una città in prossimità di Chennai, mentre era in campagna elettorale nel Tamil Nadu.
Il maremoto del dicembre 2004 ha colpito la costa di Chennai, lasciandosi dietro una scia di morti e di devastazione.

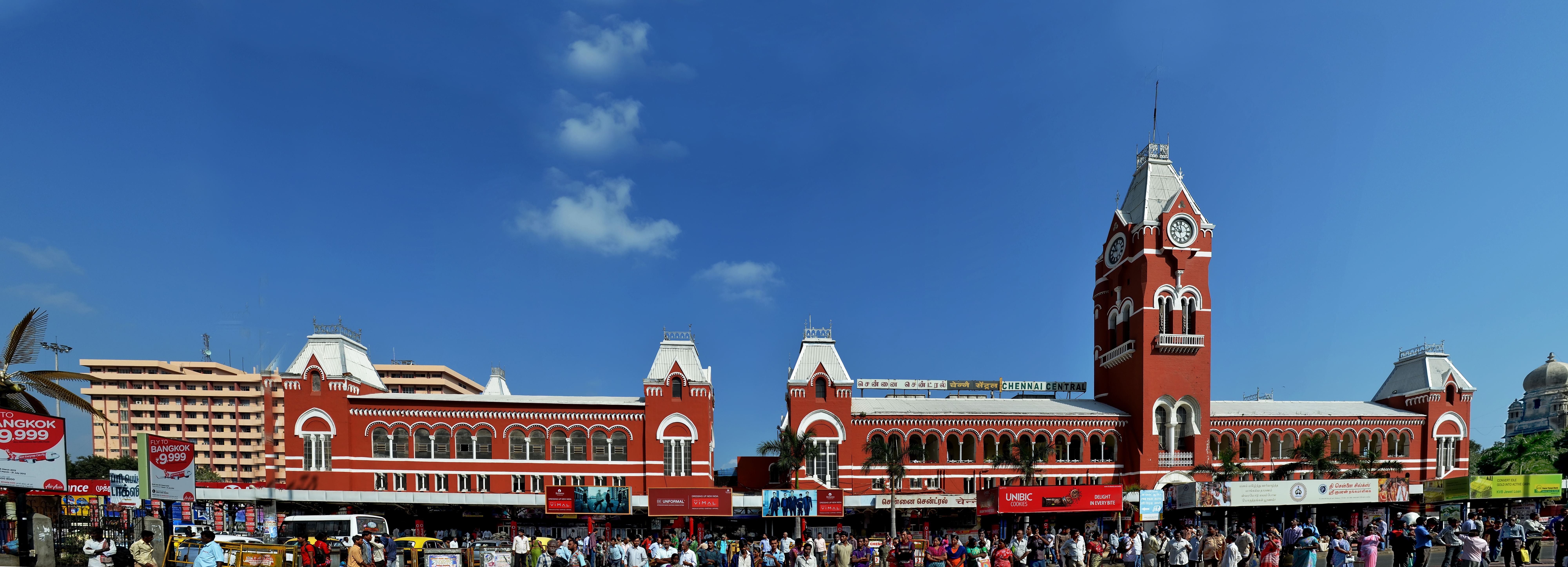
La stazione centrale di Chennai

## Società

### Evoluzione demografica

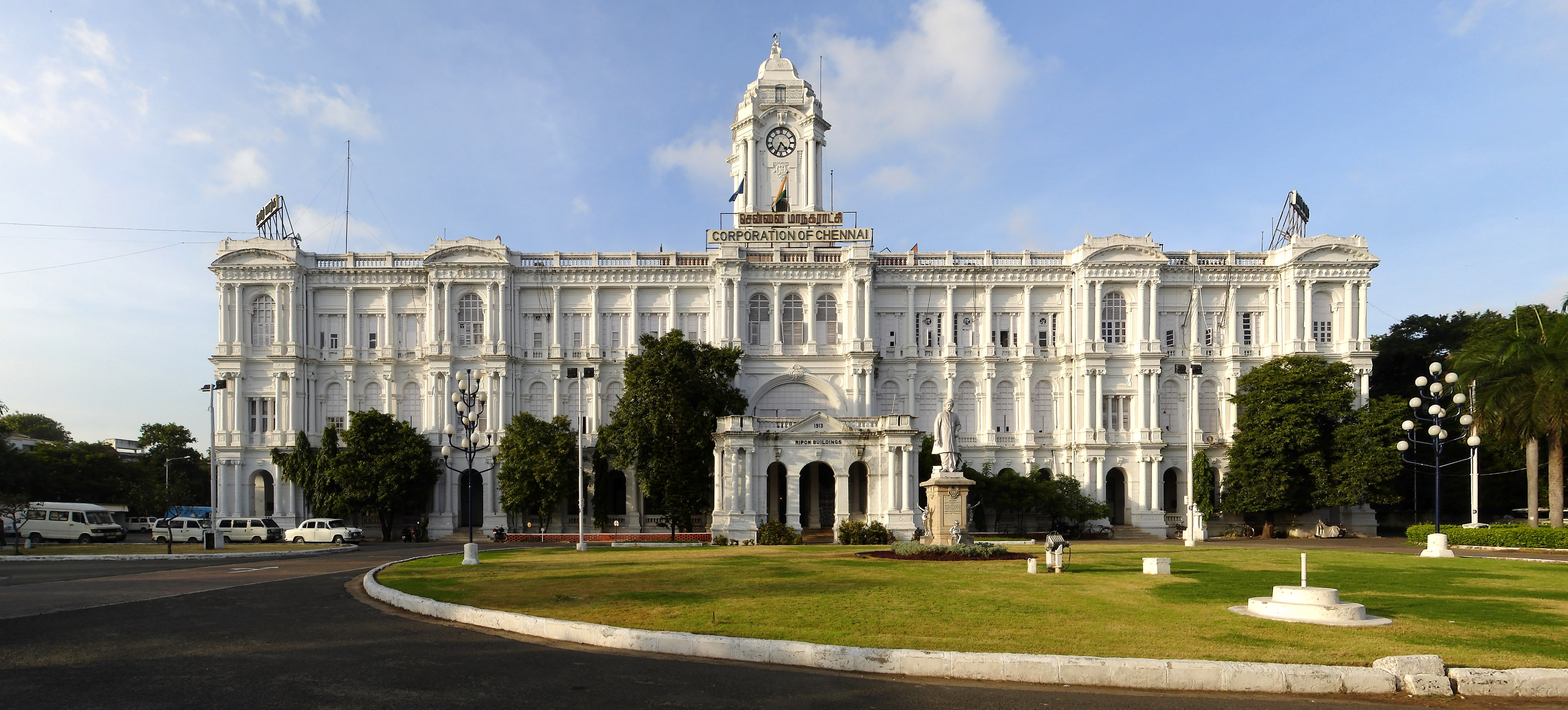
Il Ripon Building, sede del municipio di Chennai

Al censimento del 2001 la popolazione di Chennai assommava a 4.216.268 persone, delle quali 2.161.605 maschi e 2.054.663 femmine. I bambini di età inferiore o uguale ai sei anni assommavano a 374.089, dei quali 190.044 maschi e 184.045 femmine. Infine, coloro che erano in grado di saper almeno leggere e scrivere erano 3.079.004, dei quali 1.670.094 maschi e 1.408.910 femmine.
In base al numero di abitanti la città rientra nella classe I (da 100.000 persone in su) e l'agglomerato urbano raggiunge i 6.560.242 abitanti, risultando così la quarta area metropolitana dell'India. La stima della popolazione dell'area metropolitana per il 2005 è di 6.9 milioni di abitanti. Uno dei problemi principali di Chennai è l'altissima densità abitativa e la conseguente scarsità d'acqua.
La costruzione di grattacieli è scoraggiata e ciò ha portato ad una dilatazione della città sul territorio con un aumento dei tempi di pendolarismo e un aumento di mezzi privati. L'alto costo dei terreni e la mancanza di spazio ha spinto molti degli strati più bassi della città a vivere in quartieri ghetto nei quali le condizioni igieniche sono pessime e manca l'acqua potabile.
La maggior parte degli abitanti di Chennai sono di etnia tamil e parlano il tamil. L'inglese è ampiamente parlato ed è la lingua degli affari, dell'istruzione, e di molti lavori professionali. I tamil a Chennai tendono a parlare una variante locale dell'inglese chiamato Madras Bhashai (tamil per “lingua di Madras”). C'è inoltre una considerevole minoranza linguistica telugu e minoranze malayalam, urdu, bengalesi, punjabi, anglo-indiane e comunità hindi dell'Uttar Pradesh e del Bihar. Inoltre Chennai ha una crescente popolazione di stranieri che lavorano nelle industrie e nel settore dell'Information Technology.

## Istruzione
A Chennai sono presenti varie istituzioni di educazione superiore, affiliate con l'Università di Madras, che ha tre campus nella città. L'Indian Institute of Technology Madras (IIT Madras) e il Rajalakshmi Engineering College sono due università di materie ingegneristiche.

## Amministrazione

### Gemellaggi
- San Antonio
- Francoforte sul Meno
- Denver, dal 1984
- Volgograd, dal 1966[10]

## Sport
A Chennai, le squadre di calcio esistenti sono il Chennai City Football Club che partecipa all'I-League, ed il Chennaiyin Football Club, creata appositamente nel 2014 per partecipare all'Indian Super League e con all'attivo una vittoria nel campionato 2015. La città è rinomata anche per i suoi impianti sportivi e ospita il torneo tennistico ATP Chennai Open.